# Đulovac
 Đulovac  è un comune della Croazia di 3 640 abitanti della regione di Bjelovar e della Bilogora.